# Obyvatelstvo Kazachstánu
Obyvatelstvo Kazachstánu zahrnuje všechny lidi, kteří žijí na území Republiky Kazachstán ve střední Asii. K 1. lednu 2023 měla země odhadem 19 765 004 obyvatel.
 Přibližně 70 % tvoří Kazaši, jejichž podíl se postupně zvyšuje, nejvýznamnější menšinou jsou Rusové. Zhruba 60 % žije ve městech. Roční přírůstek tvořil v desátých letech 21. století kolem čtvrt milionu osob.

## Demografické trendy
Oficiální odhad populace Kazachstánu byl v dubnu 2011 celkem 16 500 000 osob, z toho žilo 46 % lidí na venkově a 54 % ve městech. V roce 2009 bylo odhadnuto zvýšení populace o 6,8 % oproti předchozímu sčítání v lednu 1999 (o něco méně než 15 milionů obyvatel). Tyto odhady potvrdilo sčítání v roce 2009. Mužů bylo 48,3 %, žen 51,7 %. Etničtí Kazaši tvořili 63,6 % populace, Rusové 23,7 %, Uzbeci 2,9 %, Ukrajinci 2,1 %, Ujgurové 1.4 %, Tataři 1,3 %, Němci 1,1 %, ostatní 3,9 %.
Populace Kazachstánu se stále zvyšovala z 6,1 milionu v roce 1939 na 16,5 milionu při sčítání v roce 1989. Podle oficiálních odhadů populace dále rostla po roce 1989 až na 17 milionů lidí v roce 1993 a poté klesla na 15 milionů při sčítání v roce 1999. V roce 2002 počet obyvatel klesl až na 14,9 milionů a poté se obnovil růst. Velké množství Rusů se vrátilo do Ruska. Kazachstán prošel silným procesem urbanizace během první padesáti let sovětské éry - počet venkovské populace klesl z více než devadesáti procent ve dvacátých letech 20. století na méně než 50 % od sedmdesátých let.

## Populační statistiky
|      | Populace (x 1000) | Živě narození1 | Úmrtí1  | Přirozená změna1 | Míra porodnosti (na 1000 obyv.) | Míra úmrtnosti (na 1000 obyv.) | Přirozená změna (na 1000 obyv.) | Plodnost |
| ---- | ----------------- | -------------- | ------- | ---------------- | ------------------------------- | ------------------------------ | ------------------------------- | -------- |
| 1950 | 6 703             | 254 169        | 79 005  | 175 164          | 37,9                            | 11,8                           | 26,1                            |          |
| 1951 | 6 946             | 272 354        | 80 553  | 191 801          | 39,2                            | 11,6                           | 27,6                            |          |
| 1952 | 7 133             | 265 235        | 85 241  | 179 994          | 37,2                            | 12,0                           | 25,2                            |          |
| 1953 | 7 271             | 262 758        | 73 930  | 188 828          | 36,1                            | 10,2                           | 26,0                            |          |
| 1954 | 7 528             | 278 420        | 76 092  | 202 328          | 37,0                            | 10,1                           | 26,9                            |          |
| 1955 | 7 992             | 299 854        | 73 283  | 226 571          | 37,5                            | 9,2                            | 28,3                            |          |
| 1956 | 8 426             | 305 430        | 64 807  | 240 623          | 36,3                            | 7,7                            | 28,6                            |          |
| 1957 | 8 722             | 326 766        | 68 050  | 258 716          | 37,5                            | 7,8                            | 29,7                            |          |
| 1958 | 9 077             | 336 020        | 62 680  | 273 340          | 37,0                            | 6,9                            | 30,1                            |          |
| 1959 | 9 516             | 349 794        | 69 602  | 280 192          | 36,8                            | 7,3                            | 29,4                            |          |
| 1960 | 9 996             | 372 595        | 65 667  | 306 928          | 37,2                            | 6,6                            | 30,7                            |          |
| 1961 | 10 480            | 377 789        | 68 610  | 309 179          | 36,1                            | 6,5                            | 29,5                            |          |
| 1962 | 10 958            | 369 002        | 70 952  | 298 050          | 33,7                            | 6,5                            | 27,2                            |          |
| 1963 | 11 321            | 346 084        | 67 218  | 278 866          | 30,6                            | 5,9                            | 24,6                            |          |
| 1964 | 11 610            | 324 412        | 66 197  | 258 215          | 27,9                            | 5,7                            | 22,2                            |          |
| 1965 | 11 909            | 314 533        | 69 803  | 244 730          | 26,4                            | 5,9                            | 20,6                            |          |
| 1966 | 12 185            | 307 905        | 69 402  | 238 503          | 25,3                            | 5,7                            | 19,6                            |          |
| 1967 | 12 456            | 301 715        | 71 824  | 229 891          | 24,2                            | 5,8                            | 18,5                            |          |
| 1968 | 12 694            | 296 882        | 73 496  | 223 386          | 23,4                            | 5,8                            | 17,6                            |          |
| 1969 | 12 901            | 297 129        | 78 660  | 218 469          | 23,0                            | 6,1                            | 16,9                            |          |
| 1970 | 13 106            | 301 451        | 77 619  | 223 832          | 23,0                            | 5,9                            | 17,1                            |          |
| 1971 | 13 321            | 317 423        | 79 881  | 237 542          | 23,8                            | 6,0                            | 17,8                            |          |
| 1972 | 13 534            | 318 551        | 85 122  | 233 429          | 23,5                            | 6,3                            | 17,2                            |          |
| 1973 | 13 742            | 321 075        | 90 282  | 230 793          | 23,4                            | 6,6                            | 16,8                            |          |
| 1974 | 13 955            | 338 291        | 93 582  | 244 709          | 24,2                            | 6,7                            | 17,5                            |          |
| 1975 | 14 136            | 343 668        | 101 865 | 241 803          | 24,3                            | 7,2                            | 17,1                            |          |
| 1976 | 14 279            | 350 362        | 103 892 | 246 470          | 24,5                            | 7,3                            | 17,3                            |          |
| 1977 | 14 425            | 349 379        | 105 376 | 244 003          | 24,2                            | 7,3                            | 16,9                            |          |
| 1978 | 14 589            | 355 337        | 107 293 | 248 044          | 24,4                            | 7,4                            | 17,0                            |          |
| 1979 | 14 743            | 354 320        | 113 687 | 240 633          | 24,0                            | 7,7                            | 16,3                            |          |
| 1980 | 14 884            | 356 013        | 119 078 | 236 935          | 23,9                            | 8,0                            | 15,9                            |          |
| 1981 | 15 033            | 367 950        | 120 974 | 246 976          | 24,5                            | 8,0                            | 16,4                            |          |
| 1982 | 15 185            | 373 416        | 120 165 | 253 251          | 24,6                            | 7,9                            | 16,7                            |          |
| 1983 | 15 334            | 378 577        | 123 807 | 254 770          | 24,7                            | 8,1                            | 16,6                            |          |
| 1984 | 15 481            | 399 403        | 129 796 | 269 607          | 25,8                            | 8,4                            | 17,4                            |          |
| 1985 | 15 623            | 396 929        | 126 786 | 270 143          | 25,4                            | 8,1                            | 17,3                            |          |
| 1986 | 15 776            | 410 846        | 119 149 | 291 697          | 26,0                            | 7,6                            | 18,5                            |          |
| 1987 | 15 948            | 417 139        | 122 835 | 294 304          | 26,2                            | 7,7                            | 18,5                            |          |
| 1988 | 16 188            | 407 116        | 126 898 | 280 218          | 25,3                            | 7,9                            | 17,4                            |          |
| 1989 | 16 243            | 382 269        | 126 378 | 255 891          | 23,5                            | 7,8                            | 15,8                            |          |
| 1990 | 16 328            | 362 081        | 128 576 | 233 505          | 22,2                            | 7,9                            | 14,3                            |          |
| 1991 | 16 405            | 353 174        | 134 324 | 218 850          | 21,5                            | 8,2                            | 13,3                            | 2,67     |
| 1992 | 16 439            | 337 612        | 137 518 | 200 094          | 20,5                            | 8,4                            | 12,2                            | 2,62     |
| 1993 | 16 381            | 315 482        | 156 070 | 159 412          | 19,3                            | 9,5                            | 9,7                             | 2,54     |
| 1994 | 16 146            | 305 624        | 160 339 | 145 285          | 18,9                            | 9,9                            | 9,0                             | 2,43     |
| 1995 | 15 816            | 276 125        | 168 656 | 107 469          | 17,5                            | 10,7                           | 6,8                             | 2,21     |
| 1996 | 15 578            | 253 175        | 166 028 | 87 147           | 16,3                            | 10,7                           | 5,6                             | 2,02     |
| 1997 | 15 334            | 232 356        | 160 138 | 72 218           | 15,2                            | 10,4                           | 4,7                             | 1,93     |
| 1998 | 15 072            | 222 380        | 154 314 | 68 066           | 14,8                            | 10,2                           | 4,5                             | 1,81     |
| 1999 | 14 939            | 217 578        | 147 416 | 70 162           | 14,6                            | 9,9                            | 4,7                             | 1,79     |
| 2000 | 14 915            | 222 054        | 149 778 | 72 276           | 14,9                            | 10,0                           | 4,8                             | 1,88     |
| 2001 | 14 910            | 221 487        | 147 876 | 73 611           | 14,9                            | 9,9                            | 4,9                             | 1,84     |
| 2002 | 14 931            | 227 171        | 149 381 | 77 790           | 15,2                            | 10,0                           | 5,2                             | 1,88     |
| 2003 | 15 002            | 247 946        | 155 277 | 92 669           | 16,5                            | 10,4                           | 6,2                             | 2,03     |
| 2004 | 15 126            | 273 028        | 152 250 | 120 778          | 18,0                            | 10,1                           | 8,0                             | 2,21     |
| 2005 | 15 281            | 278 977        | 157 121 | 121 856          | 18,3                            | 10,3                           | 8,0                             | 2,22     |
| 2006 | 15 463            | 301 756        | 157 210 | 144 546          | 19,5                            | 10,2                           | 9,3                             | 2,36     |
| 2007 | 15 659            | 321 963        | 158 297 | 163 666          | 20,6                            | 10,1                           | 10,5                            | 2,47     |
| 2008 | 15 870            | 356 575        | 152 706 | 203 869          | 22,5                            | 9,6                            | 12,8                            | 2,68     |
| 2009 | 16 093            | 356 378        | 143 238 | 213 140          | 22,1                            | 8,9                            | 13,2                            | 2,55     |
| 2010 | 16 322            | 367 942        | 146 370 | 221 572          | 22,5                            | 8,9                            | 13,6                            | 2,60     |
| 2011 | 16 557            | 372 801        | 144 944 | 227 857          | 22,5                            | 8,7                            | 13,8                            | 2,59     |
| 2012 | 16 791            | 381 005        | 142 880 | 238 125          | 22,7                            | 8,5                            | 14,2                            | 2,62     |
| 2013 | 17 035            | 393 421        | 137 630 | 255 791          | 22,7                            | 8,0                            | 14,7                            | 2,64     |
| 2014 | 17 289            | 401 066        | 132 236 | 268 830          | 23,1                            | 7,6                            | 15,5                            | 2,76     |
| 2015 | 17 557            | 398 561        | 131 867 | 266 694          | 22,7                            | 7,5                            | 15,2                            | 2,73     |
| 2016 | 17 818            | 400 940        | 132 373 | 277 567          | 22,5                            | 7,4                            | 15,6                            | 2,77     |
| 2017 | 18 014            | 390 520        | 130 033 | 260 487          | 21,7                            | 7,2                            | 14,5                            | 2,75     |
| 2018 | 18 137            | 397 947        | 130 515 | 267 432          | 21,8                            | 7,1                            | 14,7                            | 2,84     |
| 2019 | 18 396            | 403 064        | 133 489 | 269 575          | 21,8                            | 7,2                            | 14,6                            | 2,90     |
| 2020 | 18 632            | 425 625        | 162 613 | 263 012          | 22,4                            | 8,6                            | 13,8                            | 3,13     |
| 2021 | 18 880            | 450 652        | 183 357 | 267 295          | 23,4                            | 9,5                            | 13,9                            | 3,32     |

1Narození a úmrtí před rokem 1979 jsou odhadnutá.

## Etnické skupiny

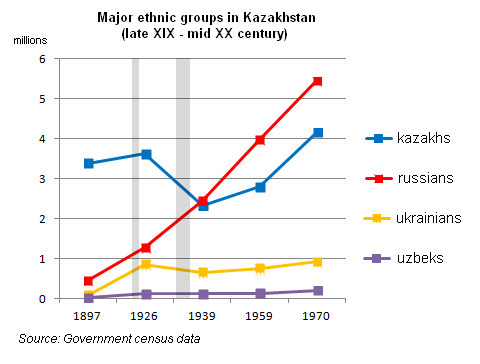
Demografie Kazachstánu v letech 1897-1970. Hlavní etnika v milionech. Hladomory ve dvacátých a třicátých letech jsou označeny šedě

### Historie
Dominantní etnickou skupinou jsou Kazaši, jejichž původ se klade do patnáctého století, kdy turkické kmeny a některé mongolské kmeny ustavily Kazašský chanát. Až do období ruské kolonizace tvořili absolutní většinu.
Rusové se začali na území Kazachstánu usazovat koncem 18. století, když Kazaši nominálně uznali ruskou nadvládu výměnou za ochranu před opakujícími se mongolskými útoky. Na konci devatenáctého století se Rusové začali usazovat v úrodném severním Kazachstánu, což mnoho Kazachů přinutilo přesunout se na východ na čínské území. V roce 1906 byla dokončena železniční trať mezi Orenburgem a Taškentem, což ruskou kolonizaci dále usnadnilo. První kolektivizované statky byly zřízeny v roce 1921 a obývali je hlavně Rusové a deportovaní lidé ze SSSR. V roce 1930 bylo jako součást první pětiletky zavedeno usazení nomádů a jejich zapojení do kolektivizovaných farem. Následoval však hladomor, což stálo život asi 40 % etnických Kazachů (1,5 milionu lidí) mezi lety 1930-33. Stovky tisíc jich také utekly do Číny, Íránu a Afghánistánu. Kazaši se tak v Kazachstánu stali menšinou a většinou se znovu stali až po roce 1991.
V padesátých a šedesátých letech se demografie dále měnila, protože stovky tisíc sovětských občanů byly deportovány do kazašských stepí, aby zde pracovali v zemědělství. Výsledky sčítání v roce 1959 uváděly, že Kazaši tvoří jen 30 % obyvatel Kazachstánu. Rusové tvořili 42,7 % obyvatel.
Podle sčítání v roce 2009 bylo etnické složení Kazachstánu následující: 63,1 % Kazaši, 23,7 % Rusové, 2,9 % Uzbeci, 2,1 % Ukrajinci, 1,4 % Ujgurové, 1,3 % Tataři, 1,1 % Němci, 1 % Kyrgyzové.
| Etnikum                                                              | sčítání 18971 | sčítání 18971 | sčítání 19262 | sčítání 19262 | sčítání 19393 | sčítání 19393 | sčítání 19594 | sčítání 19594 | sčítání 19705 | sčítání 19705 | sčítání 19796 | sčítání 19796 | sčítání 19897 | sčítání 19897 | sčítání 19998 | sčítání 19998 |
| Etnikum                                                              | počet         | %             | počet         | %             | počet         | %             | počet         | %             | počet         | %             | počet         | %             | počet         | %             | počet         | %             |
| -------------------------------------------------------------------- | ------------- | ------------- | ------------- | ------------- | ------------- | ------------- | ------------- | ------------- | ------------- | ------------- | ------------- | ------------- | ------------- | ------------- | ------------- | ------------- |
| Kazaši                                                               | 3 392 751     | 73,9          | 3 627 612     | 58,5          | 2 327 625     | 37,8          | 2 794 966     | 30,0          | 4 161 164     | 32,4          | 5 289 349     | 36,0          | 6 534 616     | 39,7          | 8 011 452     | 53,5          |
| Rusové                                                               | 454 402       | 12,8          | 1 275 055     | 20,6          | 2 458 687     | 40,0          | 3 974 229     | 42,7          | 5 499 826     | 42,8          | 5 991 205     | 40,8          | 6 227 549     | 37,8          | 4 480 675     | 29,9          |
| Uzbeci                                                               | 295 64        | 1,3           | 129 407       | 2,1           | 120 655       | 2,0           | 136 570       | 1,5           | 207 514       | 1,6           | 263 295       | 1,8           | 332 017       | 2,0           | 370 765       | 2,5           |
| Ukrajinci                                                            | 860 201       | 13,9          | 860 201       | 13,9          | 658 319       | 10,7          | 762 131       | 8,2           | 930 158       | 7,2           | 897 964       | 6,1           | 896 240       | 5,4           | 547 065       | 3,7           |
| Ujgurové                                                             |               |               | 11 631        | 0,2           | 35 409        | 0,6           | 59 840        | 0,6           | 120 784       | 0,9           | 147 943       | 1,0           | 185 301       | 1,1           | 210 377       | 1,4           |
| Tataři                                                               | 55 984        | 1,1           | 79 758        | 1,3           | 108 127       | 1,8           | 191 802       | 2,1           | 281 849       | 2,2           | 312 626       | 2,1           | 327 982       | 2,0           | 249 052       | 1,7           |
| Němci                                                                |               |               | 51 094        | 0,8           | 92 571        | 1,5           | 659 800       | 7,1           | 839 649       | 6,5           | 900 207       | 6,1           | 957 518       | 5,8           | 353 462       | 2,4           |
| Korejci                                                              |               |               | 42            | 0,0           | 96 453        | 1,6           | 74 019        | 0,8           | 78 078        | 0,6           | 91 984        | 0,6           | 103 315       | 0,6           | 99 944        | 0,7           |
| Turci                                                                |               |               | 46            | 0,0           | 523           | 0,0           | 9 916         | 0,1           | 18 397        | 0,1           | 25 820        | 0,2           | 49 567        | 0,3           | 75 950        | 0,5           |
| Azerové                                                              |               |               | 20            | 0,0           | 12 996        | 0,2           | 38 362        | 0,4           | 56 166        | 0,4           | 73 345        | 0,5           | 90 083        | 0,5           | 78 325        | 0,5           |
| Bělorusové                                                           |               |               | 25 584        | 0,4           | 31 614        | 0,5           | 107 463       | 1,2           | 197 592       | 1,5           | 181 491       | 1,2           | 182 601       | 1,1           | 111 924       | 0,7           |
| Dungan                                                               |               |               | 8 455         | 0,1           | 7 415         | 0,1           | 9 980         | 0,1           | 17 283        | 0,1           | 22 491        | 0,2           | 30 165        | 0,2           | 36 945        | 0,2           |
| Zazaové                                                              |               |               |               |               | 2 387         | 0,0           | 6 109         | 0,1           | 12 299        | 0,1           | 17 692        | 0,1           | 25 425        | 0,2           | 32 764        | 0,2           |
| Tádžikové                                                            |               |               | 7 599         | 0,1           | 11 229        | 0,2           | 8 075         | 0,1           | 7 166         | 0,1           | 19 293        | 0,1           | 25 514        | 0,2           | 25 673        | 0,2           |
| Poláci                                                               |               |               | 3 742         | 0,1           | 54 809        | 0,9           | 53 102        | 0,6           | 61 355        | 0,5           | 61 136        | 0,4           | 59 956        | 0,4           | 47 302        | 0,3           |
| Čečenci                                                              |               |               | 3             | 0,0           | 2 639         | 0,0           | 130 232       | 1,4           | 34 492        | 0,3           | 38 256        | 0,3           | 49 507        | 0,3           | 31 802        | 0,2           |
| Kyrgyzové                                                            |               |               | 10 200        | 0,2           | 5 033         | 0,1           | 6 810         | 0,1           | 9 474         | 0,1           | 9 352         | 0,1           | 14 112        | 0,1           | 10 925        | 0,1           |
| Jiní                                                                 |               |               | 108 016       | 1,7           | 124 611       | 2,0           | 286 441       | 3,1           | 315 347       | 2,5           | 340 834       | 2,3           | 372 996       | 2,3           | 206 879       | 1,4           |
| Celkem                                                               |               |               | 6 198 465     | 6 198 465     | 6 151 102     | 6 151 102     | 9 309 847     | 9 309 847     | 12 848 573    | 12 848 573    | 14 684 283    | 14 684 283    | 16 464 464    | 16 464 464    | 14 981 281    | 14 981 281    |
| 1 Zdroj:. 2 Zdroj:. 3 Zdroj:. 4 Zdroj:. 5 Zdroj:. 6 Zdroj:. 7 Zdroj: |               |               |               |               |               |               |               |               |               |               |               |               |               |               |               |               |

| Etnické skupiny v Kazachstánu (2021) | Etnické skupiny v Kazachstánu (2021) | Etnické skupiny v Kazachstánu (2021) | Etnické skupiny v Kazachstánu (2021) | Etnické skupiny v Kazachstánu (2021) |
| ------------------------------------ | ------------------------------------ | ------------------------------------ | ------------------------------------ | ------------------------------------ |
| Etnická skupina                      |                                      |                                      |                                      |                                      |
| Kazaši                               | Kazaši                               |                                      | 70,3 %                               | 70,3 %                               |
| Rusové                               | Rusové                               |                                      | 15,5 %                               | 15,5 %                               |
| Ostatní                              | Ostatní                              |                                      | 5,1 %                                | 5,1 %                                |
| Uzbeci                               | Uzbeci                               |                                      | 3,2 %                                | 3,2 %                                |
| Ukrajinci                            | Ukrajinci                            |                                      | 2,0 %                                | 2,0 %                                |
| Ujgurové                             | Ujgurové                             |                                      | 1,5 %                                | 1,5 %                                |
| Němci                                | Němci                                |                                      | 1,2 %                                | 1,2 %                                |
| Tataři                               | Tataři                               |                                      | 1,1 %                                | 1,1 %                                |

| Etnikum           | sčítání 20098 | sčítání 20098 | 20149      | 20149      |
| Etnikum           | počet         | %             | počet      | %          |
| ----------------- | ------------- | ------------- | ---------- | ---------- |
| Kazaši            | 10 096 763    | 63,1          | 11 244 547 | 65,5       |
| Rusové            | 3 793 764     | 23,7          | 3 685 009  | 21,5       |
| Uzbeci            | 456 997       | 2,9           | 521 252    | 3,0        |
| Ukrajinci         | 333 031       | 2,1           | 301 346    | 1,8        |
| Ujgurové          | 224 713       | 1,4           | 246 777    | 1,4        |
| Tataři            | 204 229       | 1,3           | 203 108    | 1,2        |
| Němci             | 178 409       | 1,1           | 181 928    | 1,1        |
| Korejci           | 100 385       | 0,6           | 105 400    | 0,6        |
| Turci             | 97 015        | 0,6           | 104 792    | 0,6        |
| Azerové           | 85 292        | 0,5           | 98 646     | 0,6        |
| Dungan            | 51 944        | 0,3           | 62 029     | 0,4        |
| Bělorusové        | 66 476        | 0,4           | 60 295     | 0,4        |
| Zazaové           | 38 325        | 0,2           | 42 312     | 0,3        |
| Tádžikové         | 36 277        | 0,2           | 42 143     | 0,3        |
| Poláci            | 34 057        | 0,2           | 32 661     | 0,2        |
| Čečenci           | 31 431        | 0,2           | 32 252     | 0,2        |
| Kyrgyzové         | 23 274        | 0,2           | 29 803     | 0,2        |
| Jiní              | 157 215       | 1,0           |            |            |
| Celkem            | 16 009 597    | 16 009 597    | 17 160 774 | 17 160 774 |
| 8 Zdroj: 9 Zdroj: |               |               |            |            |

## Náboženství
| \| Náboženství v Kazachstánu (2009 )[22] \| Náboženství v Kazachstánu (2009 )[22] \| Náboženství v Kazachstánu (2009 )[22] \| Náboženství v Kazachstánu (2009 )[22] \| Náboženství v Kazachstánu (2009 )[22] \| \| --------------------------------------------- \| --------------------------------------------- \| ------------------------------------- \| ------------------------------------- \| ------------------------------------- \| \| Náboženství \| \| \| Procent \| \| \| Islám \| Islám \| \| 70,2 % \| 70,2 % \| \| Křesťanství (hlavně Ruská pravoslavná církev) \| Křesťanství (hlavně Ruská pravoslavná církev) \| \| 26,2 % \| 26,2 % \| \| Ateisté \| Ateisté \| \| 2,8 % \| 2,8 % \| \| Nespecifikováno \| Nespecifikováno \| \| 0,5 % \| 0,5 % \| \| Jiné \| Jiné \| \| 0,2 % \| 0,2 % \| |                                               |  |         |        |
| Náboženství v Kazachstánu (2009 ) |                                               |  |         |        |
| Náboženství |                                               |  | Procent |        |
| Islám | Islám                                         |  | 70,2 %  | 70,2 % |
| Křesťanství (hlavně Ruská pravoslavná církev) | Křesťanství (hlavně Ruská pravoslavná církev) |  | 26,2 %  | 26,2 % |
| Ateisté | Ateisté                                       |  | 2,8 %   | 2,8 %  |
| Nespecifikováno | Nespecifikováno                               |  | 0,5 %   | 0,5 %  |
| Jiné | Jiné                                          |  | 0,2 %   | 0,2 %  |